# Euphranta figurata
Euphranta figurata är en tvåvingeart som först beskrevs av Walker 1856.  Euphranta figurata ingår i släktet Euphranta och familjen borrflugor. Inga underarter finns listade i Catalogue of Life.